# Pixar
A Pixar Animation Studios (vagy röviden csak Pixar) amerikai számítógépes animációs cég, melynek székhelye a kaliforniai Emeryville-ben található. A The Walt Disney Company leányvállalata. A cég kezdetben fő tevékenységként speciális animációs és 3D hatású anyagok készítésére alkalmas számítógépekkel és szoftverekkel foglalkozott. A Pixar által 1995-ben elkészült egész estés – elsőként teljes mértékben számítógéppel készült – animációs film, a Toy Story – Játékháború nemcsak a cég tevékenységprofilját változtatta meg, hanem az animációs filmek új generációját is elindította.

## Története

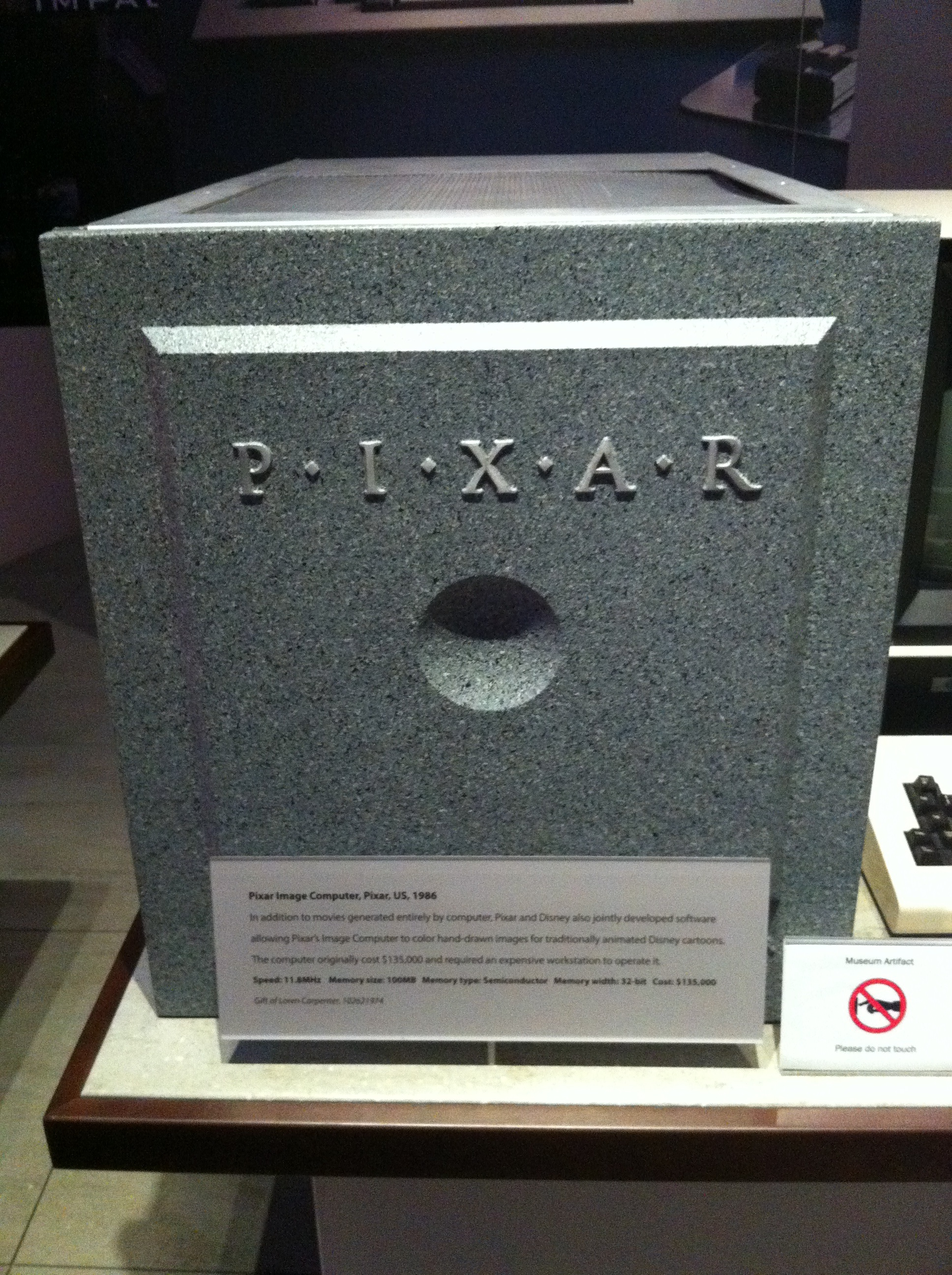
A Pixar Képalkotó Számítógép (Pixar Image Computer) egy számítástechnika-történeti múzeumban (Computer History Museum, Mountain View, California, USA.)

### The Graphics Group
A Pixar története 1979-ben kezdődött, amikor The Graphics Group néven létrejött a George Lucas tulajdonában lévő Lucasfilm keretei között. A divízión belül két csoport dolgozott. A fő ágazat a számítógép fejlesztésért felelt, a másik pedig kiegészítő tevékenységként bemutató animációkat készített. Miután George Lucas házassága véget ért és egy bonyolult válási procedúrába bonyolódott, meg akart szabadulni néhány érdekeltségétől, így a számítógépes részlegétől is. Az eredeti céget alapító Ed Catmull és Alvy Ray Smith úgy döntött, hogy egy befektető segítségével maguk vásárolják meg Lucastól a céget. Számos üzletembert próbáltak rábírni a közreműködésre, de nem találtak partnert, így a cég iránt korábban lelkes érdeklődést mutató Steve Jobsot keresték fel. Jobs, aki – az Apple cég miatti csalódása miatt – új kihívásokat keresett, azonnal felajánlotta, hogy megvásárolja a céget. Azonban Catmull és Smith nem új tulajdonost, hanem inkább befektetőt akart, így kompromisszumos megoldásként Jobs lett a többségi, 70%-os tulajdonos, és az alapítók lettek az ügyvezetők. Jobs 5 millió dolláros ajánlatot tett Lucasnak (és további 5 milliót tőkeemelésre szánt). Bár ez áron aluli összeg volt, a rendező, kényes helyzete miatt beleegyezett a vételbe. Így 1986 januárjában az új cég beindult. A legfőbb termékük és bevétel forrásuk ekkor az animációs munkára tervezett Pixar Képalkotó Számítógép (Pixar Image Computer) volt, ez a gép lett az új cég névadója is.

### Pixar
A Pixar számítógép ára 125 ezer dollár volt, és ügyfeleik között egyaránt megtalálhatóak voltak állami cégek (pl. a Nemzetbiztonsági Hivatal) és a magánszektor is. Az 1980-as évek közepén a fő alkalmazási területek a meteorológia, geológia, egészségügy valamint a reklámipar volt, ahol megjelent az igény animált és 3D hatású képekre és videókra. Jobs elhatározta, hogy a Pixar számítógépnek egy olcsóbb változatát is piacra dobják 30 ezer dollárért, azzal a céllal, hogy szélesebb körben is elterjedjen a használata. Az új gép design tervezője a Jobs által preferált Hartmut Esslinger lett. Mivel azonban a gép így is drága volt és kevés általános célra készült programot írtak rá, valamint nehezen kezelhetők voltak a speciális szoftverek is, így – Jobs minden erőfeszítése ellenére – nem terjedt el széles körben. Habár a Pixar szoftvereit nagyszerűen tervezték meg, de a konkurens Adobe grafikai programjai, jóllehet nem voltak olyan fejlettek, de felhasználóbarátabb volt a felépítésük, és olcsóbbak is voltak az átlag felhasználó számára. A nagy cégek közül az egyik jelentős megrendelő a Disney lett, amely egyes animációs fázisokat szeretett volna automatizálni. A Pixar így elkészítette számukra az igényeik szerint fejlesztett és legyártott hardver és szoftvercsomagot a CAPS-et, amelyet elsőként 1988-ban A kis hableány film egyes jeleneteinél használtak.

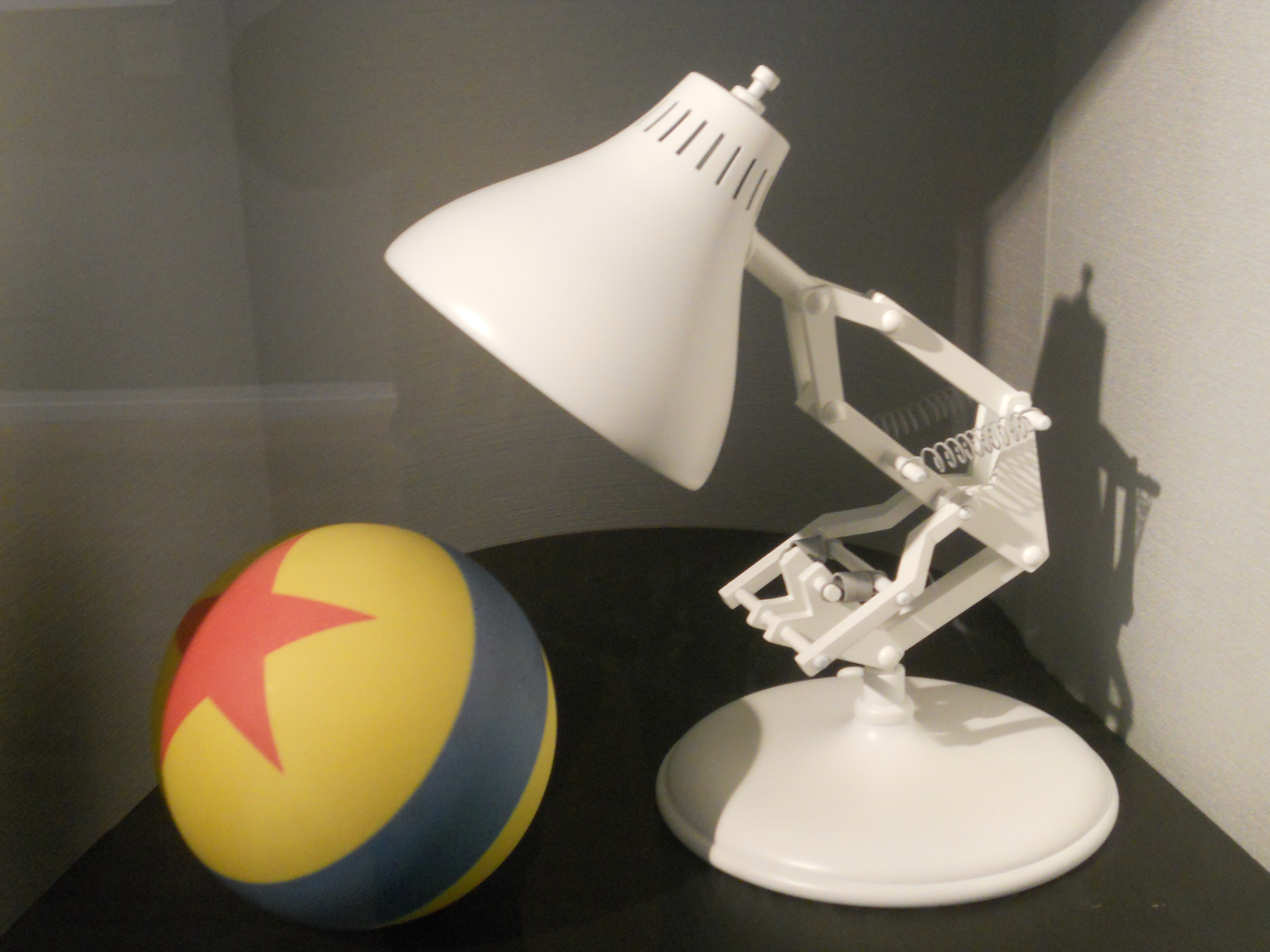
A kultikusá vált Luxo lámpa és labda.

A cégnél kezdetben mindössze egy olyan embert alkalmaztak, aki végzettsége szerint animációs művész volt. John Lasseter a Walt Disney alapította Kaliforniai Művészeti Intézet (California Institute of the Arts) hallgatója volt, majd miután lediplomázott, a Disney cég alkalmazottja lett. Azonban itt hamar összeütközésbe került a vezetőséggel, így a cégtől eltávolították. George Lucas nem támogatta a animáció készítését, viszont Steve Jobs belépésével erősödött a „művész vonal” a cégen belül, igaz, még mindig melléktevékenységként. 1986-ban a vezetőség felkérte Lassetert, hogy készítsen egy bemutató animációs filmet, ami demonstrálja a Pixar számítógép tudását a SIGGRAPH szakmai konferencián. Ekkor készült el a forradalmi Luxo Jr. rövidfilm. Kezdetben csupán néhány mozzanat volt egy korábbi tanulmányból egy Lasseter által használt lámpával, de a munka haladtával a művész egy kis történetet szőtt a technikai demonstrációba. A bemutató sikeres lett és megkapta a legjobb film díját a konferencián. Az animációt még Oscar-díjra is jelölték, és habár nem kapta meg, a lelkes Jobs elhatározta, hogy minden évben készítenek egy kisfilmet, még ha az költséges is és nem kifizetődő. Valamint a cég kabalafigurája lett a szakmai sikert hozó lámpa.
Habár az animációk sikere terén biztató előjelek mutatkoztak, de ez a kezdetben nem jelentett bevételi forrást a cégnek. Profitot a hardver és szoftver termékeknek kellett volna termelni, de a speciális termékkel nem sikerült nyereséget elérniük. Jobs szakmai viszonya a társalapító Alvy Ray Smithszel is megromlott és végül Smith távozott a Pixartól és új szoftver céget alapított (ezt később Bill Gates vásárolta fel). A veszteségek normalizálására Jobs elbocsátotta az alkalmazottak egy részét, de 1988 elejére már vészesen elapadtak a cég tartalékai. Habár a cég súlyos pénzügyi helyzetben volt, Lasser mégis felvetette egy új és nagyszerű animációs film elkészítését, amely életre kelt gyermekjátékokról szólna. 300 ezer dollár keretet kért a rövid animáció elkészítésére, amit – habár némi vonakodás után – a művészetért és technikáért rajongó Jobs megadott. Az így elkészült mű a Tin Toy (lemezjáték) címet kapta, és az első olyan számítógép animációs rövidfilm volt, ami Oscar-díjat kapott. A Pixar így egy csapásra az animációs szakma fókuszába került.

### Első együttműködés a Disney-vel
A Tin Toy sikere után a piacot uraló Disney is felfigyelt a számítógép animációra és megpróbálta visszacsábítani John Lassetert. Azonban Lasseternek két oka is volt, hogy nemet mondjon. Egyrészt a nehéz körülmények ellenére támogató Jobshoz lojális volt, másrészt a Disneytől pont azért kellett korábban távoznia, mert a cég hozzáállása túl merev volt.
Ekkoriban a Pixar még mindig nem támaszkodhatott az animáció készítésére, mint bevételi forrásra, így Jobs, hogy mentse a céget, saját vagyonából pénzt fektetett a Pixarba, cserében pedig megkapta a teljes tulajdonjogot.
A legnagyobb ügyfelük ekkor már egyértelműen a Disney volt, aki a Pixar szoftverét és hardverét egyre többet használta filmjeiben. Jobs a vele üzleti kapcsolatban álló Disney-vezetőt, Jeffrey Katzenberget próbálta meggyőzni egy közös animációs film elkészítéséről. Habár Katzenberg nyitott volt az ötletre, de a két domináns hajlamú vezető mégis évekig tárgyalt a lehetséges együttműködés természetéről. A közös film témájáról hamar megegyeztek, amit lényegében a Tin Toy egész estés animációs változataként terveztek Toy Story címmel. Azonban a tulajdon- és a részesedési jogokon komoly viták voltak, így a tárgyalások elhúzódtak 1991-ig. Noha Jobs nehezen hajlott a kompromisszumokra, mégis kénytelen volt elfogadni egy a Pixar számára előnytelen megállapodást. A tárgyalásokon a kicsi, csőd szélén álló cég nem tudott egyenlő partner lenni a Disneyvel szemben. Ráadásul az óriás cég számára a születendő film mindössze érdekes kísérlet volt, de a Pixar számára egyenesen létkérdés az erős anyagi háttérrel és forgalmazói kapacitással rendelkező partner megszerzése. A nehezen megszületett szerződés értelmében a Disney kizárólagos jogokkal bír a film és a karakterek felett, a Pixar a jegybevételek 12,5%-át kapja, A Disney viszont (kártérítés ellenében) bármikor leállíthatja a projektet, gyakorolja a művészi kontrollt és joga van elkészíteni a filmnek két másik részét, illetve ezen felül további folytatásokat, akár a Pixar nélkül is.

#### Játékháború
A Toy Story készítését a Disney folyamatosan felügyelte és kritikával, valamint javaslatokkal bombázta a Pixar alkotógárdáját, és vezetőjüket, Lassetert. Ezen észrevételek egy része hasznos volt az egész estés filmek területén még tapasztalatlan kezdő csapat számára, másrészt sok kellemetlenséget okozott néhány elhibázott kérés megvalósítása. A folyamatosan újragondolt és átírt forgatókönyv nyomán a Tin Toy elképzelése jelentősen átalakult, és az űrhajós Buzz és a cowboy Woody rivalizálására épült fel a cselekmény. Katzenberg javaslata, miszerint a cselekményt egy olyan, ún. „buddy film”-ként („haverfilm”) kellene kialakítani, ahol ellentétes jellemű karakterek kerülnek egymás mellé, és a szituációból adódóan kénytelenek összetartani, jó ötletnek bizonyult. Viszont az, hogy ennek jegyében Woody jelleme nyers, gonoszkodó és agresszív legyen, katasztrofális eredményhez vezetett. Habár a Pixar alkotócsapatának voltak fenntartásai, de igyekeztek megfelelni a meghatározó Disneynek. Így amikor 1993 novemberében a Pixar bemutatta a film első felének nyersanyagát a Walt Disney Feature Animation elnökének, Peter Schneidernek, a kezdeményezést amúgy sem szívelő vezető azonnal leállíttatta a produkciót, mert csapnivalónak találta Woody és a többi karakter jellemét. Jobs finanszírozta az anyag újrakészítését, és a Disneytől kért egy második lehetőséget. A Pixar ezúttal saját ízlése alapján dolgozta át a karaktereket, és az új anyag már megnyerte a Disney vezetőinek tetszését, így 1994-ben folytatódhattak a munkálatok. Így átlépték a 17 millió dolláros keretet, amit a filmre szántak, de Jobs kénytelen volt ezt a saját kárára elszámolni. A folyamatos üzleti nehézségek miatt Jobs már a Pixar eladásán gondolkodott, de a készülő Toy Story egyre jobban meggyőzte arról, hogy a Pixarnak, mint filmgyártó cégnek, van jövője, így elállt a tervétől. 1995-ben megtörtént a forradalmi animációs film bemutatója és hatalmas sikert aratott szakmailag és pénzügyileg is. Az animációs film összbevétele világszinten elérte a 362 millió dollárt. Kezdetben azonban a film, mint a Disney cég terméke vonult be a köztudatba, amin Jobs mielőbb változtatni akart. Új, a Pixart egyenlő partnerként elismerő szerződést akart kötni, de a kényszerű függőség feloldására komoly tőkére volt szüksége.

### Tőzsdén a Pixar

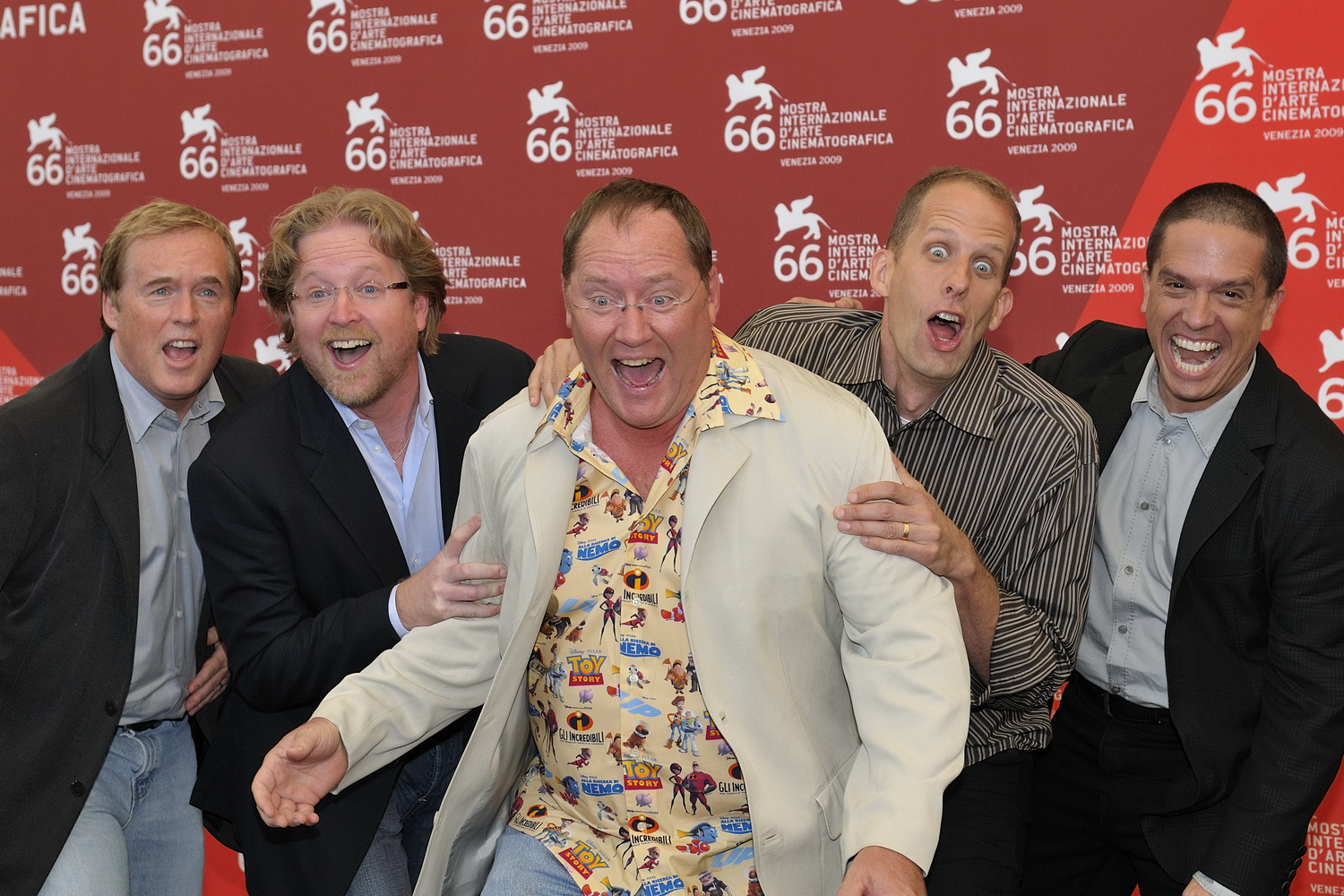
A Pixar animációs kreatív csapata 2009-ben: John Lasseter, Brad Bird, Pete Docter, Andrew Stanton és Lee Unkrich

A gyors tőkeszerzés biztos módszere az volt, hogy a céget tőzsdére viszik, amikor még friss a Toy Story sikere. Így Jobs egy héttel a bemutató után megtette a szükséges lépést, és a cég 20%-át jelentő részvénypakettet adott ki. Szakmailag a biztos eladáshoz 4 dolláros részvényenkénti ár volt reális, de Jobs az Apple sikeréből merítve 22 dollár nyitóértéket határozott meg. Az élénk kereslet az új cég miatt azonban még ezt az árat is felülmúlta. Aznap a csúcs 49 dollárt is elérte úgy, hogy egy időre biztonsági okokból le is kellett állítani az eladást, majd a nap végén 39 dolláron állapodott meg az árfolyam. Jobs, aki az év elején még a cég eladásán gondolkodott, hogy visszanyerje a befektetett 50 millió dollárját, most az általa birtokolt 80% révén 1,2 milliárd dollár értékű részvénnyel rendelkezett. Ez az összeg ötször annyi volt, mint amit az Apple által keresett 1980-ban. A Pixar most már nem csak ismert, hanem tőkeerős cég lett a piacon.
Ezután Jobs kezdeményezte az új tárgyalásokat. Miután Katzenberg időközben otthagyta a Disney céget hogy Spielberggel megalakítsa a DreamWorks animációs stúdiót, így a tárgyalásokat volt főnöke, Michael Eisner vezette a Disney részéről. A Disney a már megkötött szerződéssel próbált előnyt szerezni a tárgyaláson, Jobs pedig a tagadhatatlan sikerükkel válaszolt. Végül új szerződés született öt filmről, amit 10 éven belül kell a Pixarnak legyártania, ezúttal már úgy, hogy az elkészült filmek esetén megfelelő hangsúlyt kap a Pixar is, mint gyártó.

### Öt film, tíz év
A következő filmterv alapötlete egy hangya társadalom hányatott, de mulatságos történetét dolgozta fel. A munkálatokat felügyelő Lasseter azonban óvatlan volt és a korábban vele munkakapcsolatban lévő – időközben DreamWorks alapító – Katzenbergel is megosztotta az új film alapötletét. Így amikor 1997-ben kitudódott, hogy a DreamWorks is „hangyás” témán dolgozik (Z, a hangya), kiélezett verseny alakult ki. Végül 1998-ban a DreamWorks munkája került előbb a mozikba, és kedvező fogadtatást kapott, valamint 172 millió dolláros bevételt szerzett. Az Egy bogár élete hat héttel később jelent meg a Pixar részéről, és habár másodikként hátránnyal indultak, de mégis 363 millió dollár bevételt sikerült elérniük.

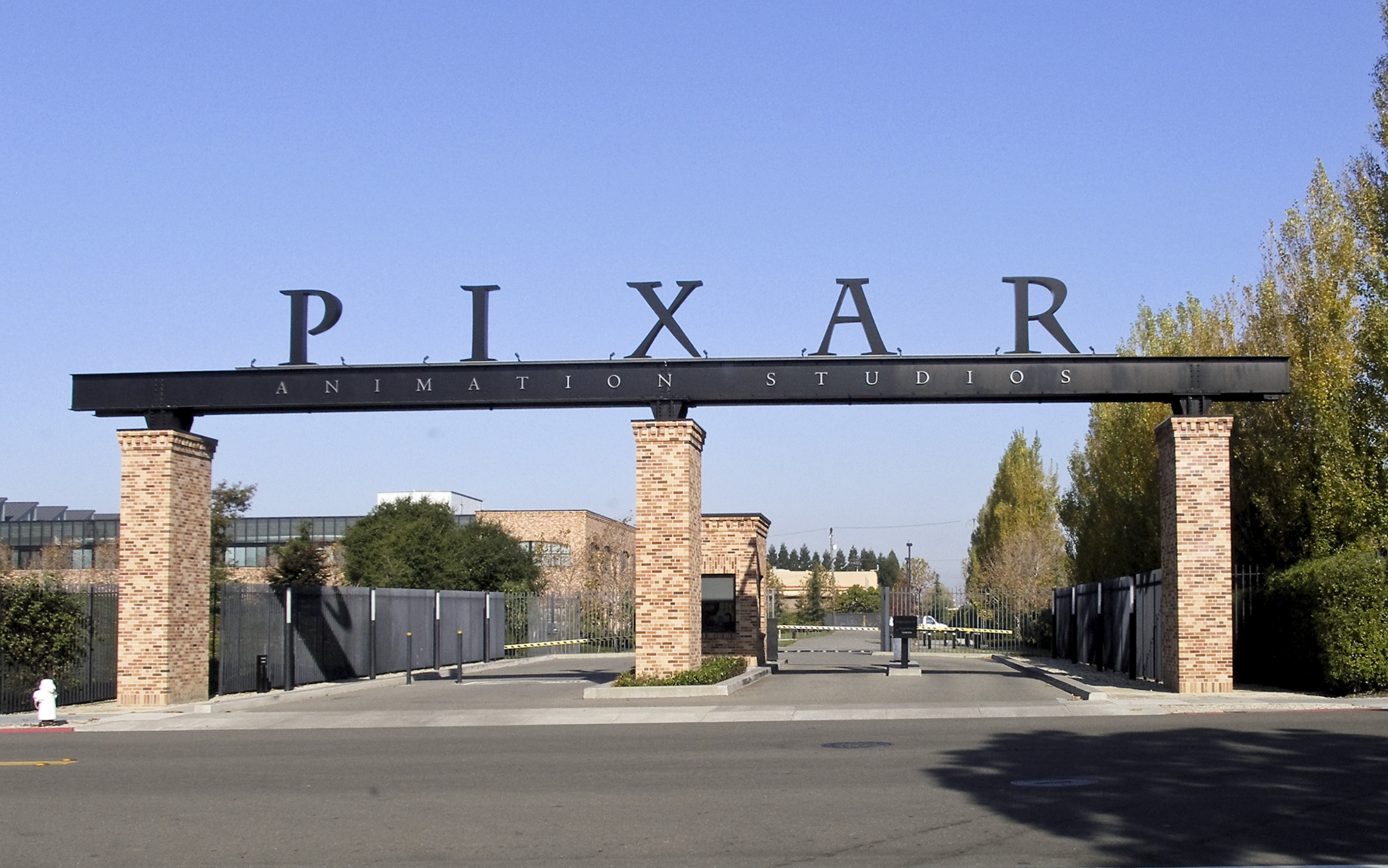
A 2000-ben átadott emeryville-i Pixar stúdió bejárata

1999-ben a Toy Story 2. még nagyobb siker lett és 485 millió dollár bevételt ért el. A nagy bevétel lehetővé tette egy nagyobb és kényelmesebb cégközpont építését, amit Jobs tudatosan tervezett és építtetett fel Emeryville ipari körzetében 2000-ben. Stílusa és kialakítása különleges és egyedi lett.
2001-ben a Szörny Rt. ismét felülmúlta a korábbi sikereket, és 525 millió dollárt ért el. Ekkor azonban Eisner és Jobs között feszültség kezdett kialakulni. Jobs az esetleges szerződésmegújítás előtt nyomást próbált gyakorolni a Disney felsővezetésére, hogy a vele ellenségesen viselkedő Eisnert távolítsák el a cégtől. Eisner ekkor még meg volt győződve arról, hogy a Pixar kifogy a szerencséjéből, és következő filmjük a Némó nyomában majd nem lesz már olyan sikeres, mint a korábbi művek. Azonban Eisner tévedett, és az új film minden korábbi sikert felülmúlt – az egész szakmán belül is – a 868 milliós bevételével. Az új filmért kapott Oscar-díj pedig szakmailag is egyértelművé tette a cég egyre növekvő befolyását.
Ennek ellenére Eisnert nem sikerült a Disneytől eltávolítani, sőt pozíciója erősödött, így Jobs 2004-ben bejelentette, hogy megszakítják a kapcsolatukat a Disneyvel. Lasseter némileg aggódott a két cég szétválasztása miatt, hiszen ha meg is történik a szakítás, a Pixar első őt filmje a Disney tulajdona marad, ideértve a jogokat, hogy a szereplőket tetszés szerint felhasználhatja. A Disney viszont kénytelen volt azzal szembesülni, hogy egyre nagyobb szüksége van a Pixar sikerfilmjeire. A saját maguk által készített legutóbbi két film A kincses bolygó és a Mackótestvér messze elmaradt a várakozásoktól. A Disney animációs részlege pedig már közel 10 éve veszteséget termelt. A fennálló probléma legegyszerűbb megoldásának azt tűnt ha Disney megvásárolja a Pixart. Eisner eltávolítása elkerülhetetlenné vált, így helyét Bob Iger vette át.

### Fúzió
Jobs a megváltozott helyzetet pozitívan fogadta és hajlott is a Disney kérésére, de persze egészen különleges konstrukcióban, amelyben Iger partnere volt. A megállapodás értelmében Jobs 7,4 milliárd dollárnyi Disney részvényt kap, így ő lesz a cég legnagyobb részvényese. Cserében, habár a Disney lesz a Pixar tulajdonosa, de megőrizhetik függetlenségüket, sőt a Disney animációs részlege a Pixar irányítása és felügyelet alá került. Ez olyan ajánlat volt, amelyet a ügymenettől alapvetően tartózkodó Pixar felsővezetés is el tudott fogadni. Habár a szerződéskötést az addigra pozícióját vesztő Eisner igyekezett megakadályozni, de sikertelenül. A két cég által felmutatott eredményeket nem lehetett figyelmen kívül hagyni, így 2006-ban létrejött az összeolvadás.

## Érdekességek
- A Pixar animációs mozifilmekben gyakori, hogy játékos módon az alkotók – kevésbé vagy jobban elrejtve – a filmben elhelyeznek olyan tárgyakat, amelyek utalnak egy korábbi Pixar sikerre. Angolul ezeket a rejtett elemeket easter eggnek – vagyis húsvéti tojásnak – nevezik, utalva az angolszász szokásra, amikor a gyermekeknek elrejtett tojásokat kell megkeresniük. Az egyik leggyakoribb ilyen elem a Toy Story Pizza Planet kocsija, amely 2013-ig A Hihetetlen család kivételével mindegyik filmben, még a középkorban játszódó Merida, a bátorban is megjelent.[5]
- Néhány elterjedt, de téves vélekedéssel ellentétben a Pixar elnevezés nem mozaikszót takar. Az egyik alapító tag, Alvy Ray Smith javasolta a spanyol „pix” (képek) szóból formált Pixer műszót a számítógép elnevezésére, ami nagyjából azt jelenti, hogy „képeket csinálni”. A cégnél dolgozó Loren Carpenter annyi kiegészítést tett, hogy a radar szó „-ar” végződése jobban csúcstechnológiai hangzást kölcsönözne a márkanévnek. Így aztán a Pix-ar szókapcsolatból jött létre a végleges elnevezés.[6]
- A 2004. november 5-én bemutatott A Hihetetlen család című animációs filmben megjelenik egy táblagép is. Habár a forradalmi iPad bemutatása csak hat évvel később, 2010. január 27-én történt meg, valójában a fejlesztés jóval korábban elkezdődött. A tervezést megelőző első lépés, a szabadalmi terv benyújtása a hatósághoz (D504889 számú szabadalmi kérvény) 2004 márciusában – nyolc hónappal a filmbemutató előtt – történt meg az Apple részéről.
- Miután a Pixar az utolsó simításokat végezte a Toy Story-n, a négy fő alkotó, a rendező John Lasseter és a három író, Pete Docter, Andrew Stanton és Joe Ranft elmentek ebédelni, hogy megbeszéljék, hogyan tovább. Elkezdtek ötletelni, és az ebéd ideje alatt kitaláltak 4 filmet: Egy bogár élete, Szörny Rt., Némó nyomában és a WALL·E. Ezeknek a filmeknek az összes bevétele meghaladja a 2,3 milliárd dollárt.[7]
- 1998-ban, a Toy Story 2 készítésekor egy számítógépes hiba miatt a kész film 90%-a elveszett a szerverről. Szerencsére a felügyelő műszaki igazgató, Galyn Susman a segítségére sietett a rémült animátoroknak. Susman ugyanis nemrég szülte meg a fiát, ezért ő otthonról dolgozott. Emiatt az ő gépén volt meg az egyetlen másolat az egész filmről, mivel a gépe a szerverhiba idején nem volt rácsatlakozva a szerverre.[8]

## Filmek

### Mozifilmek
| Cím (zárójelben az eredeti cím)          | Bemutatás éve | Rendező(k)                                                | Író(k) | Producer(ek)                           |
| ---------------------------------------- | ------------- | --------------------------------------------------------- | --- | -------------------------------------- |
| Toy Story – Játékháború (Toy Story)      | 1995          | John Lasseter                                             | Alapmű: John Lasseter, Pete Docter, Andrew Stanton és Joe Ranft Forgatókönyv: Joss Whedon, Andrew Stanton, Joel Cohen és Alec Sokolow              | Ralph Guggenheim és Bonnie Arnold      |
| Egy bogár élete (A Bug's Life)           | 1998          | John Lasseter, társrendező Andrew Stanton                 | Alapmű: John Lasseter, Andrew Stanton és Joe Ranft Forgatókönyv: Andrew Stanton, Donald McEnery és Bob Shaw                                        | Darla K. Anderson és Kevin Reher       |
| Toy Story – Játékháború 2. (Toy Story 2) | 1999          | John Lasseter, társrendező Lee Unkrich és Ash Brannon     | Alapmű: John Lasseter, Pete Docter, Ash Brannon és Andrew Stanton Forgatókönyv: Andrew Stanton, Rita Hsiao, Doug Chamberlin és Chris Webb          | Helene Plotkin és Karen Robert Jackson |
| Szörny Rt. (Monsters, Inc.)              | 2001          | Pete Docter, társrendező Lee Unkrich és David Silverman   | Alapmű: Pete Docter, Jill Culton, Jeff Pidgeon és Ralph Eggleston Forgatókönyv: Andrew Stanton és Dan Gerson                                       | Darla K. Anderson                      |
| Némó nyomában (Finding Nemo)             | 2003          | Andrew Stanton, társrendező Lee Unkrich                   | Alapmű: Andrew Stanton Forgatókönyv: Andrew Stanton, Bob Peterson és David Reynolds                                                                | Graham Walters                         |
| A Hihetetlen család (The Incredibles)    | 2004          | Brad Bird                                                 | Alapmű és forgatókönyv: Brad Bird | John Walker                            |
| Verdák (Cars)                            | 2006          | John Lasseter, társrendező Joe Ranft                      | Alapmű: John Lasseter, Joe Ranft és Jorgen Klubien Forgatókönyv: Dan Fogelman, John Lasseter, Joe Ranft, Kiel Murray, Phil Lorin és Jorgen Klubien | Darla K. Anderson                      |
| L'ecsó (Ratatouille)                     | 2007          | Brad Bird, társrendező Jan Pinkava                        | Alapmű: Jan Pinkava, Jim Capobianco és Brad Bird Forgatókönyv: Brad Bird                                                                           | Brad Lewis                             |
| WALL·E                                   | 2008          | Andrew Stanton                                            | Alapmű: Andrew Stanton és Pete Docter Forgatókönyv: Andrew Stanton és Jim Reardon                                                                  | Jim Morris                             |
| Fel (Up)                                 | 2009          | Pete Docter, társrendező Bob Peterson                     | Alapmű: Pete Docter, Bob Peterson és Tom McCarthy Forgatókönyv: Bob Peterson és Pete Docter                                                        | Jonas Rivera                           |
| Toy Story 3.                             | 2010          | Lee Unkrich                                               | Alapmű: John Lasseter, Andrew Stanton és Lee Unkrich Forgatókönyv: Michael Arndt                                                                   | Darla K. Anderson                      |
| Verdák 2. (Cars 2)                       | 2011          | John Lasseter, társrendező Brad Lewis                     | Alapmű: John Lasseter, Brad Lewis és Dan Fogelman Forgatókönyv: Ben Queen                                                                          | Denise Ream                            |
| Merida, a bátor (Brave)                  | 2012          | Mark Andrews és Brenda Chapman, társrendező Steve Purcell | Alapmű: Brenda Chapman Forgatókönyv: Mark Andrews, Steve Purcell, Brenda Chapman és Irene Mecchi                                                   | Katherine Sarafian                     |
| Szörny Egyetem (Monsters University)     | 2013          | Dan Scanlon                                               | Alapmű és forgatókönyv: Dan Gerson, Robert L. Baird és Dan Scanlon                                                                                 | Kori Rae                               |
| Agymanók (Inside Out)                    | 2015          | Pete Docter                                               | Alapmű és forgatókönyv: Pete Docter | Jonas Rivera                           |
| Dínó tesó (The Good Dinosaur)            | 2015          | Peter Sohn                                                | Alapmű és forgatókönyv: Bob Peterson | Denise Ream                            |
| Szenilla nyomában (Finding Dory)         | 2016          | Andrew Stanton Angus MacLane                              | Forgatókönyv: Victoria Strouse Andrew Stanton | Lindsey Collin                         |
| Verdák 3. (Cars 3)                       | 2017          | Brian Fee                                                 | Forgatókönyv: Dan Gerson, Rober L. Baord Alapmű: John Lasseter                                                                                     | Kevin Reher                            |
| Coco                                     | 2017          | Lee Unkrich                                               | Forgatókönyv: Adrian Molina | Darla K. Anderson                      |
| A Hihetetlen család 2. (Incredibles 2)   | 2018          | Brad Bird                                                 | Forgatókönyv: Brad Bird | Nicole Paradis Grindle                 |
| Toy Story 4.                             | 2019          | Josh Cooley                                               | Alapmű: John Lasseter, Andrew Stanton és Lee Unkrich Forgatókönyv: Stephany Folsom és Will McCormack                                               | Daniela Kriston                        |
| Előre (Onward)                           | 2020          | Dan Scanlon                                               | Forgatókönyv: Dan Scanlon | Kori Rae                               |
| Lelki ismeretek (Soul)                   | 2020          | Pete Docter, Kemp Powers                                  | Forgatókönyv: Pete Docter, Kemp Powers, Mike Jones                                                                                                 | Dana Murray                            |
| Luca                                     | 2021          | Enrico Casarosa                                           | Forgatókönyv: Jesse Andrews, Mike Jones | Andrea Warren                          |
| Pirula Panda (Turning Red)               | 2022          | Domee Shi                                                 | Történet: Sarah Streicher Forgatókönyv: Julia Cho, Domee Shi                                                                                       | Lindsey Collins                        |
| Lightyear                                | 2022          | Angus MacLane                                             | Történet: Angus MacLane, Matthew Aldrich, Jason Headley Forgatókönyv: Jason Headley, Angus MacLane                                                 | Galyn Susman                           |
| Elemi (Elemental)                        | 2023          | Peter Sohn                                                | - | -                                      |
| Agymanók 2. (Inside Out 2)               | 2024          | Pete Docter, Kelsey Mann                                  | Meg LeFauve | Mark Nielsen                           |
| Elio                                     | 2025          | Adrian Molina                                             | - | Mary Alice Drumm                       |
| Hoppers                                  | 2026          | Daniel Chong                                              | | Nicole Paradis Grindle                 |

### Rövidfilmek
| Cím (zárójelben az eredeti cím)                                  | Bemutatás éve | Rendező(k)                            | Megjelenés |
| ---------------------------------------------------------------- | ------------- | ------------------------------------- | --- |
| André & Wally B kalandjai (The Adventures of André and Wally B.) | 1984          | Alvy Ray Smith                        | Megjelent a Pixar rövidfilmek 1. részében.                                                                                      |
| Luxo Jr.                                                         | 1986          | John Lasseter                         | Megjelent a Toy Story 2. otthoni kiadásán, illetve a Pixar rövidfilmek 1. részében.                                             |
| Red álma (Red's Dream)                                           | 1987          | John Lasseter                         | Megjelent a Pixar rövidfilmek 1. részében.                                                                                      |
| Bádogjáték (Tin Toy)                                             | 1988          | John Lasseter                         | Megjelent a Toy Story otthoni kiadásán, illetve a Pixar rövidfilmek 1. részében.                                                |
| Nippfelkelés (Knick Knack)                                       | 1989          | John Lasseter                         | Megjelent a Némó nyomában otthoni kiadásán, illetve a Pixar rövidfilmek 1. részében.                                            |
| Geri sakkozik (Geri's Game)                                      | 1997          | Jan Pinkava                           | Mozikban az Egy bogár élete előtt vetítették, illetve szerepelt a film otthoni kiadásán és a Pixar rövidfilmek 1. részében.     |
| Madárkák a dróton (For the Birds)                                | 2000          | Ralph Eggleston                       | Mozikban a Szörny Rt. előtt vetítették, illetve szerepelt a film otthoni kiadásán és a Pixar rövidfilmek 1. részében.           |
| Mike új kocsija (Mike's New Car)                                 | 2002          | Pete Docter Roger Gould               | Megjelent a Szörny Rt. otthoni kiadásán, illetve a Pixar rövidfilmek 1. részében.                                               |
| Hoppszahopp (Boundin')                                           | 2003          | Bud Luckey                            | Mozikban az A Hihetetlen család előtt vetítették, illetve szerepelt a film otthoni kiadásán és a Pixar rövidfilmek 1. részében. |
| Furi-támadás (Jack,Jack Attack)                                  | 2005          | Brad Bird                             | Megjelent az A Hihetetlen család otthoni kiadásán, illetve a Pixar rövidfilmek 1. részében.                                     |
| Az utcai zenész (One Man Band)                                   | 2005          | Andrew Jimenez Mark Andrews           | Mozikban a Verdák előtt vetítették, illetve szerepelt a film otthoni kiadásán és a Pixar rövidfilmek 1. részében.               |
| Matuka és az UFO-fény                                            | 2006          | John Lasseter Dan Scanlon             | Megjelent a Verdák otthoni kiadásán, illetve a Pixar rövidfilmek 1. részében.                                                   |
| Levitáció (Lifted)                                               | 2006          | Gary Rydstrom                         | Mozikban a L’ecsó előtt vetítették, illetve szerepelt a film otthoni kiadásán és a Pixar rövidfilmek 2. részében.               |
| Barátod, a patkány (Your Friend the Rat)                         | 2007          | Jim Capobianco                        | Megjelent a L’ecsó otthoni kiadásán, illetve a Pixar rövidfilmek 2. részében.                                                   |
| Presto                                                           | 2008          | Doug Sweetland                        | Mozikban a WALL·E előtt vetítették, illetve szerepelt a film otthoni kiadásán és a Pixar rövidfilmek 2. részében.               |
| BURN·E                                                           | 2008          | Angus MacLane                         | Megjelent a WALL·E otthoni kiadásán, illetve a Pixar rövidfilmek 2. részében.                                                   |
| Tokió Matu-szan (Tokyo Mater)                                    | 2008          | John Lasseter Rob Gibbs Victor Navone | Mozikban a Volt előtt vetítették, emellett a Verdanimációk: Matuka meséi otthoni kiadásán is szerepel.                          |
| Dug különleges feladata (Dug's Special Mission)                  | 2009          | Ronnie Del Carmen                     | Megjelent a Fel otthoni kiadásán, illetve a Pixar rövidfilmek 2. részében.                                                      |
| George & AJ (George and A.J.)                                    | 2009          | Josh Cooley                           | Megjelent a Pixar rövidfilmek 2. részében.                                                                                      |
| Kissé felhős (Partly Cloudy)                                     | 2009          | Peter Sohn                            | Mozikban a Fel előtt vetítették, illetve szerepelt a film otthoni kiadásán és a Pixar rövidfilmek 2. részében.                  |
| Nappal és éjszaka (Day & Night)                                  | 2010          | Teddy Newton                          | Mozikban a Toy Story 3. előtt vetítették, illetve szerepelt a film otthoni kiadásán és a Pixar rövidfilmek 2. részében.         |
| La Luna                                                          | 2011          | Enrico Casarosa                       | Mozikban a Merida, a bátor előtt vetítették, illetve szerepelt a film otthoni kiadásán és a Pixar rövidfilmek 2. részében.      |
| Hawaii vakáció (Hawaiian Vacation)                               | 2011          | Gary Rydstrom                         | Mozikban a Verdák 2. előtt vetítették, illetve szerepelt a film otthoni kiadásán és a Pixar rövidfilmek 2. részében.            |
| Repülő Matuka (Air Mater)                                        | 2011          | Rob Gibbs                             | Megjelent a Pixar rövidfilmek 2. részében.                                                                                      |
| A kis krumpli (Small Fry)                                        | 2011          | Angus MacLane Dylan Brown             | Mozikban a Muppets előtt vetítették, emellett szerepelt a Pixar rövidfilmek 2. részében.                                        |
| Mordu legendája (The Legend of Mor'du)                           | 2012          | Brian Larsen                          | A Merida, a bátor otthoni kiadásán jelent meg.                                                                                  |
| Toy Story mesék: Buliszaurusz Rex (Partysaurus Rex)              | 2012          | Mark A. Walsh Dylan Brown             | Mozikban a Némó nyomában 3D előtt vetítették, emellett megjelent a Szörny Rt. 3D-s Blu-ray kiadásán.                            |
| Időutazó Matuka (Time Travel Mater)                              | 2012          | Rob Gibbs                             | Megjelent a Pixar rövidfilmek 2. részében.                                                                                      |
| A kék esernyő (The Blue Umbrella)                                | 2013          | Saschka Unseld                        | Mozikban a Szörny egyetem előtt vetítették, illetve szerepelt a film otthoni kiadásán.                                          |
| Toy Story – Terror! (Toy Story of Terror!)                       | 2013          | Angus MacLane                         | Magyarországon az HBO-n jelent meg.                                                                                             |
| Party Central                                                    | 2014          | Kelsey Mann                           | Magyarországon a Disney+ mutatta be.                                                                                            |
| Toy Story: Múlt idő (Toy Story That Time Forgot)                 | 2014          | Steve Purcell                         | Magyarországon az HBO-n jelent meg.                                                                                             |
| Láva Lava                                                        | 2014          | James Ford Murphy                     | Mozikban az Agymanók előtt vetítették, illetve szerepelt a film otthoni kiadásán.                                               |
| Riley első randija? (Riley's First Date?)                        | 2015          | Josh Cooley                           | Magyarországon az HBO-n jelent meg.                                                                                             |
| Sanjay szupercsapata (Sanjay's Super Team)                       | 2015          | Sanjay Patel                          | Mozikban a Dínó tesó előtt vetítették, illetve szerepelt a film otthoni kiadásán.                                               |
| Szalonka (Piper)                                                 | 2016          | Alan Barillaro                        | Mozikban a Szenilla nyomában előtt vetítették, illetve szerepelt a film otthoni kiadásán.                                       |
| Lou                                                              | 2017          | Dave Mullins                          | Mozikban a Verdák 3. előtt vetítették, illetve szerepelt a film otthoni kiadásán.                                               |
| Bao                                                              | 2018          | Domee Shi                             | Mozikban az A Hihetetlen család 2. előtt vetítették, illetve szerepelt a film otthoni kiadásán.                                 |

## Külső hivatkozások
- Hivatalos oldal (angolul)